# Монтебеллуна
Монтебеллуна (італ. Montebelluna, вен. Montebełuna) — муніципалітет в Італії, у регіоні Венето, провінція Тревізо.
Монтебеллуна розташована на відстані близько 440 км на північ від Рима, 45 км на північний захід від Венеції, 21 км на північний захід від Тревізо.
Населення — 31 332 особи (2014).
Щорічний фестиваль відбувається 8 грудня. Покровитель — Непорочне Зачаття (Immacolata Concezione).

## Демографія
Населення за роками:

Станом на 1 січня 2023 року в муніципалітеті офіційно проживали 3804 іноземці з 78 країн, серед них 728 громадян країн Євросоюзу та 221 громадянин України.

## Уродженці
- Марчелло Аньйолетто (*1932) — італійський футболіст, півзахисник.

- Нікола Падоїн (*1979) — італійський футболіст, півзахисник, згодом — спортивний функціонер.

- Альдо Серена (*1960) — відомий у минулому італійський футболіст, нападник.

## Сусідні муніципалітети
- Альтіволе
- Каерано-ді-Сан-Марко
- Корнуда
- Крочетта-дель-Монтелло
- Тревіньяно
- Веделаго
- Вольпаго-дель-Монтелло